# Гювеч
Гювеч (на турски: güveç) е общото название на традиционни ястия от балканската кухня, които сами по себе си са вид яхния от месо и зеленчуци (но може да бъде и вегетарианско ястие).
Гювеч е също така название на традиционен огнеупорен глинен съд с похлупак, използван за приготвяне на задушени и печени ястия. Малкият гювеч се нарича гювече или гюведже.
В подобен вариант такова ястие присъства в кухнята на други народи (например в унгарската кухня – гулаш).
В българската кухня има различни видове яхнии или задушени ястия с месо, които са идентични или подобни на гювеч, но носят други имена, например чомлек, задушен кебап, задушена яхния и др.
Поради отличните си вкусови и хранителни качества, гювечът е любимо основно ястие.

## Технология
Това ястие се приготвя от месо (телешко, агнешко, пилешко, овнешко, свинско месо) и множество зеленчуци, като: лук, тиквички, моркови, картофи, бамя, патладжан, домат, грах, зелен фасул, чесън и подправки: магданоз, джоджен и др. Гювеч може да се приготвя също така само от зеленчуци, с риба и дори с мляно месо.
Подготовката започва с нарязването на месото на късове, като в зависимост как ще се готви ястието (в тенджера, на фурна или в глинено гърне), месото може да се свари предварително или запържи (кавърдиса).
Зеленчуците се нарязват на едро, чесънът се начуква. Когато се приготвя традиционно в гърне, всички продукти се нареждат в гърнето, залива се с бяло вино, вода или бульон и капакът се запечатва с тесто.
Традиционният български гювеч се е приготвял за празнични дни и в селата и в градовете. Изпичал се е обичайно в пещ. В селата от Северна България в почти всяка къща е имало пещ от тухли или кирпич. В градовете във всяка махала също е имало фурни за хляб, където в обедните часове хората са носели гювечите си за изпичане.
Приготвянето на ястието отнема сравнително кратко време, но ако се остави на бавен огън, става по-вкусно.
Най-вкусен е гювечът в есенния сезон, приготвен от месо на угоено шиле или овца.

## Видове гювеч
- Агнешки гювеч зарзават
- Агнешки млечен гювеч
- Агнешко чомлек кебаб
- Гювеч по овчарски със смляно месо
- Рибен гювеч
- Телешко млечен гювеч
- Гювеч от картофи
- Тюрлю гювеч
- Гювеч от риба
- Гювеч с ориз
- Гювеч с картофи и фасул
- Зимен гювеч
- Гювеч зарзават
- Тракийски гювеч
- Летен гювеч със заливка
- Гювеч от картофи с ориз
- Гювеч по овчарски
- Гювеч по каракачански
- Гювеч от зеленчуци
- Млечен гювеч
- Гювеч от овнешко месо със зеленчуци
- Гювеч по добруждански
- Гювеч с телешко месо и ориз